# 京都市立西総合支援学校
京都市立西総合支援学校（きょうとしりつ にしそうごうしえんがっこう）は、京都府京都市西京区大枝北沓掛町一丁目にある公立特別支援学校。

## 設置学部
- 小学部
- 中学部
- 高等部

## 沿革
- 1986年（昭和61年） - 京都市立西養護学校として開校
- 2004年（平成16年） - 総合制・地域制実施により京都市立西総合養護学校と改める
- 2007年（平成19年） - 京都市立西総合支援学校と改める